# Сара Мун
Сара Мун (англ. Sarah Moon), настоящее имя Марьель Хадан (фр. Mariel Hadang, 1941, в некоторых источниках — 1940, Париж) — французский фотограф и кинорежиссёр, мастер модной и документальной фотографии.

## Биография и творчество
Марьель Хадан родилась в Виши в 1941 году. Дочь инженера, родилась в еврейской семье, вынужденной покинуть Францию, оккупированную нацистами. Выросла в Великобритании. Училась рисованию, а затем стала работать фотомоделью haute couture в Лондоне и Париже (1960—1966).
В 1960 году взяла псевдоним Сара Мун.
С 1967 начала заниматься фотографией, снимала своих коллег моделей. В том же году завершает карьеру модели и становится профессиональным фотографом.
В 1972 году Сара Мун стала первой женщиной, снявшей календарь Pirelli.
С 1979 снимает фильмы, сначала — рекламные, затем документальные и игровые. Также работала в кино как кинооператор и фотограф.
В качестве рекламного фотографа работала для Cacharel, Issey Miyake, Кристиана Лакруа, Сони Рикель и др. Её работа с компанией Cacharel в конце 1970-х годов изменила представление о модной фотографии: в своих работах она представляла скорее лирическую и хрупкую, нежели самоуверенную модную героиню. Её фотороман Красная шапочка, выпущенный в 1986 году, обозначил новое направление в фотографической иллюстрации и поставил её работы в масштабный художественный контекст — от сюрреалистического фото-сопровождения к роману Андре Бретона Надя до Американцев Роберта Франка с его документальным вектором в фотографии. Впоследствии, работая в рамках художественной фотографии, развивала фантастические мотивы и техники ранней фотографии: пикториализм и сюрреалистическую стилистику.

## Основные выставки
Персональные выставки работ Сары Мун проходили в Париже, Арле, Нью-Йорке, Гамбурге, Праге, Москве (2001), Лондоне, Токио, Киото и др.
- 1980 — Fashon. Фестиваль фотографии в Арле, Франция.
- 1983 — Центр фотографии в Нью-Йорке.
- 1993 — Галерея Стейли-Вайз, Нью-Йорк.
- 2002 — Дом фотографии, Гамбург.
- 2003 — Европейский дом фотографии, Париж.
- 2004 — Музей современного искусства в Киото, Япония.
- 2005 — Цирк / Circuss. (По сказке Х. К. Андерсена Девочка со спичками). Музей современного искусства в Киото, Япония.
- 2008 — Цирк / Circuss. (По сказке Х. К. Андерсена Девочка со спичками.) Галерея Leica, Прага.
- 2010 — Музей фотографии Fotografiska, Стокгольм.
- 2011 — Театр фотографии и изображения Шарля Негра, Ницца.
- 2012 — Красная шапочка. Мультимедиа Арт Музей, Москва (МАММ) / Музей «Московский Дом фотографии».
- 2015 — Тогда и сейчас. Дом фотографии, Гамбург.

## Книги и проекты
- Souvenirs improbables. Editions Delpire, Paris, 1980.
- Sarah Moon. Pacific Press Service, Tokyo, 1984.
- Le petit chaperon rouge. Editions Grasset, Paris, 1986.
- Vrais semblants Editions Delpire, Paris, 1991.
- Inventario. Université de Salamanque, 1997.
- Coll. Photopoche, Editions Nathan, Paris, 1999.
- Still Weinstein Gallery, Minneapolis, 2000.
- Coincidences Editions Delpire, Paris, 2001.
- Dansez, Dansez… Editions Les Solitaires intempestifs, 2003.
- Circuss. Kahitsukan, Musée d’Art Moderne, Kyoto, 2004.
- L’effraie. Kahitsukan, Musée d’Art Moderne, Kyoto, 2004.
- Sarah Moon. Collection Photo Poche (nouvelle éd.), Actes Sud, Arles, 2005.
- Le Fil Rouge. Kahitsukan, Musée d’Art Moderne, Kyoto, 2005.
- La Sirène d’Auderville. Kahitsukan, Musée d’Art Moderne, Kyoto, 2007.
- 1.2.3.4.5. Editions Delpire, Paris, 2008.

## Фильмография
- 1991 — Mississippi One
- 1991 — Contre l’oubli (коллективный проект)
- 1994 — Анри Картье-Брессон / Henri Cartier-Bresson (документальный)
- 1995 — Люмьер и компания/ Lumière et compagnie (коллективный проект)
- 2003 — Цирк / Circuss (по сказке Х. К. Андерсена Девочка со спичками)
- 2003 — André François, l’artiste
- 2005 — L’effraie (короткометражный, по сказке Х. К. Андерсена)
- 2006 — Красная шапочка / Le fil rouge (короткометражный по сказке Ш. Перро; выступала также кинооператором)
- 2009 — Le montreur d’images: Robert Delpire (документальный телевизионный)

## Призы и награды
Премия Клио (1984, Нью-Йорк). Номинация на премию Сезар за лучший рекламный фильм (1986). Премия Немецкого фотографического общества (2007), премия Надара (2008) и др.